# Altes Land

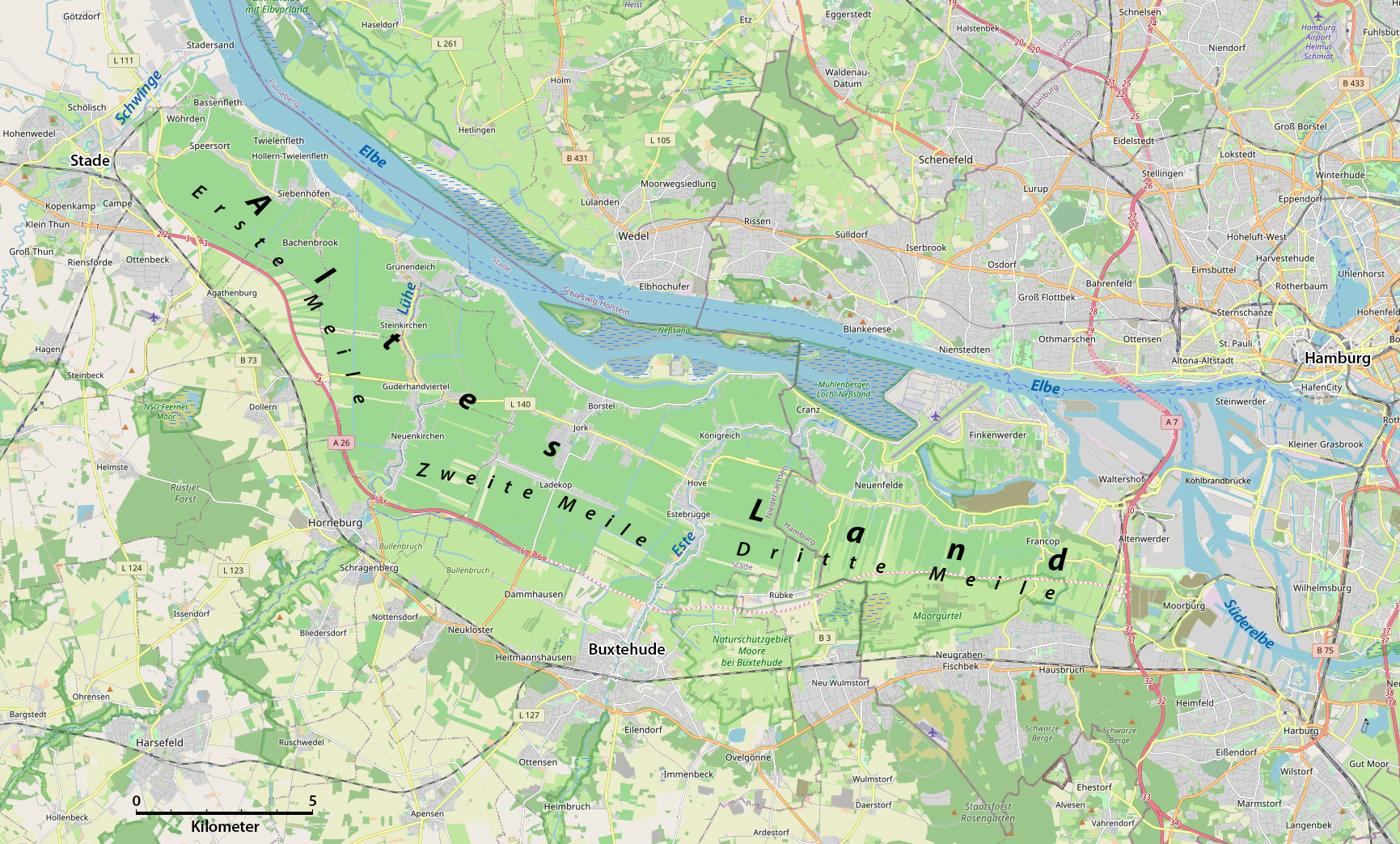
Kaart van het gebied

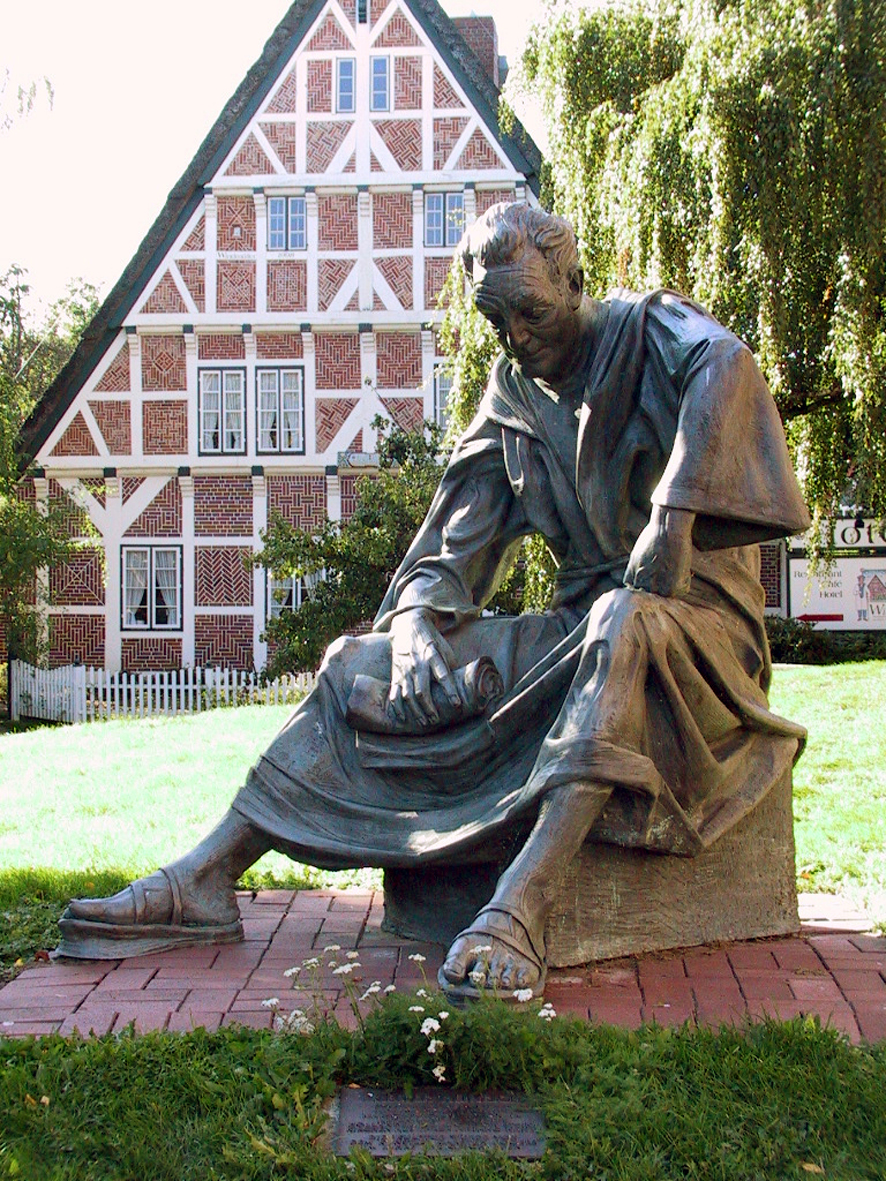
Standbeeld van priester Hendrik in Steinkirchen

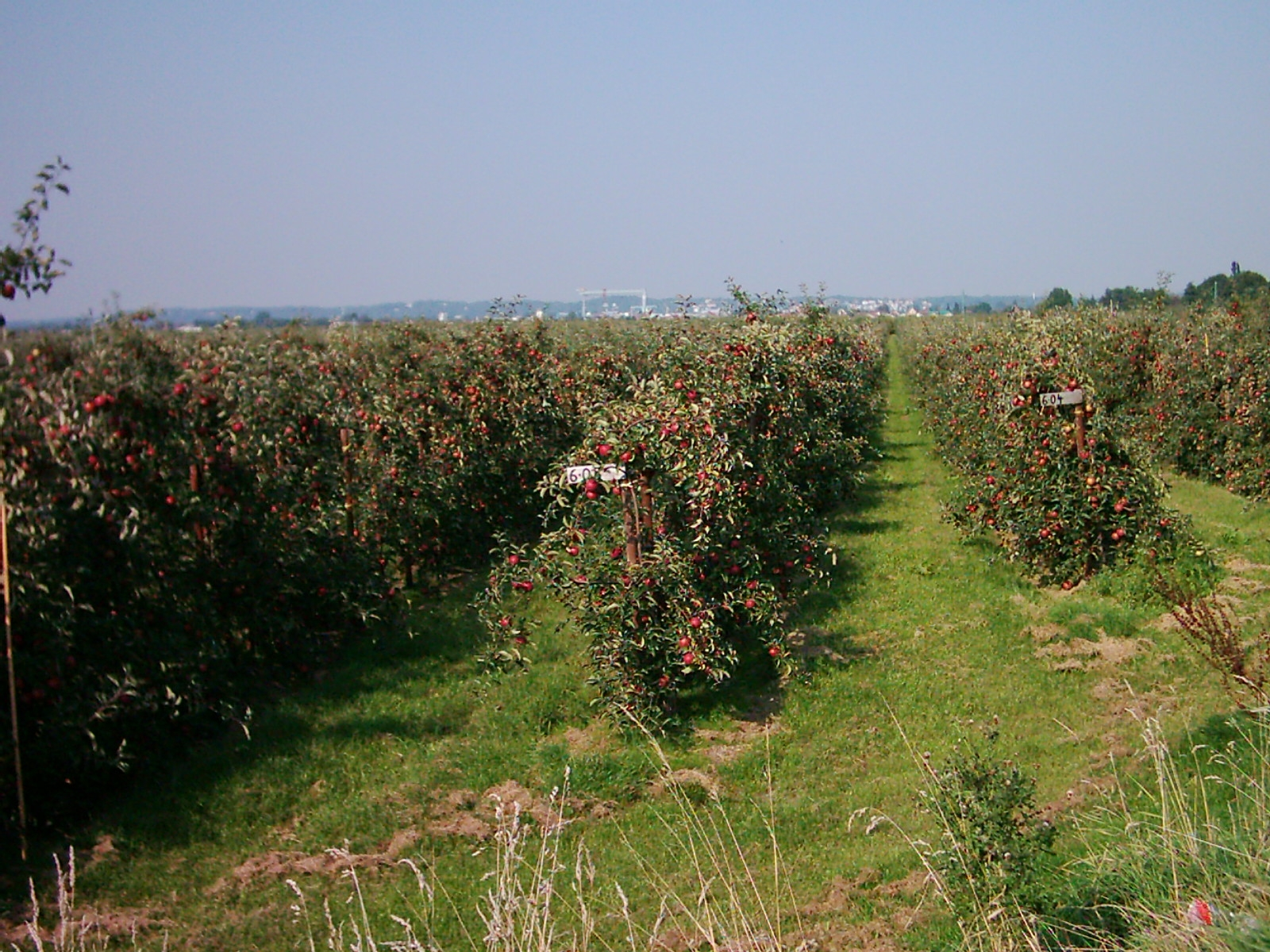
Teelt van appels in Neu Wulmstorf

Het Alte Land is een gebied langs de Elbe, direct ten zuidwesten van de Duitse stad Hamburg. Het ligt aan de zuidelijke oever van de Elbe, tussen Stade en Buxtehude en omvat de gemeente Jork, de Samtgemeinde Lühe en delen van stadsdistrict Hamburg-Harburg (Zuid-Hamburg) (Neuenfelde, Cranz, Francop en Finkenwerder). Ook het dorp Rübke in het noorden van de gemeente Neu Wulmstorf wordt nog tot het Alte Land gerekend.
Het Alte Land is waarschijnlijk het grootste aaneengesloten fruitteeltgebied in Centraal-Europa. De regio omvat zo'n 143 km². Ongeveer twee derde van het fruitteeltgebied bestaat uit appelbomen. Kersenbomen staan op de tweede plaats; zo'n 13% van de fruitbomen bestaat uit verschillende kersensoorten.
De naam Altes Land is een verbastering van de Nedersaksische naam Olland, een verwijzing naar de Nederlandse kolonisten die het gebied in de middeleeuwen inpolderden. In 1113 sloot aartsbisschop Frederik I van Bremen een overeenkomst met Nederlandse kolonisten om het moerasachtige gebied te omdijken en in te polderen. Priester Hendrik uit het Zuid-Hollandse Rijnsaterwoude wordt gezien als de stichter van het Alte Land. In Steinkirchen, een dorp in het Alte Land, staat een standbeeld van de priester. Een kopie staat in Rijnsaterwoude.
Het gebied wordt onderverdeeld in drie Meilen (mijlen), gezien vanaf de Elbe, waarbij telkens een nieuwe dijk aangelegd werd. De eerste mijl werd ingepolderd rond 1140, de tweede mijl werd eind 12e eeuw ingepolderd en de derde mijl pas eind 15e eeuw, nadat het gebied hard getroffen was door stormvloeden.
De Marschhufendörfer zijn karakteristiek voor dit gebied. Vanwege de vruchtbare grond werden de dorpen in Nederlandse stijl gebouwd als lintdorp met alle huizen langs een enkele weg en de vaak door afwateringssloten, zijdewendes en achterdijken omgeven landbouwgrond direct achter de huizen.
Het gebied is populair bij toeristen, vooral in het appel- en kersenbloesemseizoen in april en mei.
Meer oostelijk in Hamburg ligt de Bezirk Bergedorf, met een veel op het Alte Land lijkende geschiedenis; de nog bestaande boerderijen en dorpen in dat gebied vertonen veel gelijkenis met die in het Alte Land. Ook hier is veel tuinbouw: fruit- en groenteteelt, en teelt van sierbloemen.